# Bahçecik, Hilvan
Bahçecik là một xã thuộc huyện Hilvan, tỉnh Şanlıurfa, Thổ Nhĩ Kỳ. Dân số thời điểm năm 2011 là 173 người.